# Luis Ricceri
Luis Ricceri (castellanizado como Rícheri) (Mineo, Italia, 8 de mayo de 1901 - Castellammare di Stabia, Italia, 15 de junio de 1989), fue un sacerdote católico salesiano y el rector mayor de la Congregación Salesiana de Don Bosco entre 1965 y 1977, tiempo en el cual se constituyó como el VI sucesor de Juan Bosco en el gobierno de la segunda comunidad religiosa masculina de la Iglesia Católica. Rícheri fue el primer R.M. después del Concilio Vaticano II y como tal lideró un Capítulo General Especial con el fin de adaptar a la Congregación Salesiana a los nuevos tiempos, motivo por el cual acuñó la frase "Adelante con Don Bosco vivo, hoy, para responder a las exigencias de nuestro tiempo y a la esperanza de la Iglesia", lo que después derivaría en "Con Don Bosco y con los tiempos". 